# آزادی یواشکی زنان در ایران
آزادی‌های یواشکی صفحه‌ای در فیس‌بوک است که در آن، زنان ایرانی عکس‌هایی از خودشان را منتشر کرده و دربارهٔ تجربه خودشان از آزادی پوشش حرف می‌زنند. این صفحه توسط مسیح علی‌نژاد، روزنامه‌نگار ایرانی مقیم آمریکا، راه‌اندازی شده و اداره می‌شود.
در معرفی این صفحه آمده: «این صفحه متعلق به هیچ گروه و جریانی نیست. صفحه دغدغه‌های زنانِ داخل ایران است و عکس‌ها تماماً مربوط به عکس‌هایی از شهرهای مختلف ایران است که زنان خودشان می‌فرستند. تمامی دختران و زنان ایرانی در زادگاه‌شان گرفتار محدودیت‌های اجتماعی و قوانین بازدارنده هستند و در انتخاب پوشش آزاد نیستند. اما با وجود تمام این محدودیت‌ها گاهی خودشان آزادی‌هایی را تجربه می‌کنند که برای لحظه‌ای از بند این حصارها رها می‌شوند. این صفحه فقط همین لحظه‌ها را ثبت می‌کند تا دست یابی زنان به حق انتخاب پوشش. آزادی‌های یواشکی زنان در روایت‌های این صفحه آشکار می‌شود.»
زنان و دختران زیادی لحظاتی را که در مکان‌های عمومی، روسری از سر برداشته و با دوربین ثبت کرده‌اند، در این صفحه منتشر می‌کنند و برایش شرح عکس می‌نویسند.
در یکی از تصاویر، دختری بالا پریده‌است و موهایش در هوا پخش شده‌اند. در یکی دیگر، گروهی از دختران روسری‌های‌شان را به باد سپرده‌اند. روسری‌های رنگی در عکس مانند بال‌هایی است که روی شانه‌های دختران روییده‌است. زبان درازی به دوربین، ایستادن جلوی پوستر بزرگ فیلم «ورود آقایان ممنوع» و اشاره به تابلوی «خواهران حجاب اسلامی را رعایت کنید» نمونه‌های دیگری است که در عکس‌ها دیده می‌شوند.
از هنگام راه‌اندازی این صفحه تا دو هفته پس از آن، این صفحه را بیش از ۲۳۰ هزار نفر پسندیدند که این تعداد عضو برای صفحاتی از این دست در میان فارسی زبانان بسیار قابل توجه است. تعداد دنبال‌کنندگان این صفحه تا پایان دسامبر ۲۰۱۴ بیش از ۷۴۱۰۰۰ نفر بوده‌است که بسیاری از این کاربران غیر ایرانی هستند.
در سالروز یکساله شدن صفحهٔ «آزادیهای یواشکی زنان» در ۱۳ اردیبهشت ۱۳۹۴ شمسی، مسیح علی‌نژاد در صفحهٔ رسمی این کمپین در فیسبوک از آغاز به کار وبسایت رسمی این صفحه خبر داد و از مترجمین، طراحان گرافیک و سایر افرادی که به صورت داوطلبانه با این کمپین همکاری داشته‌اند، قدردانی نمود.

## آغاز کار

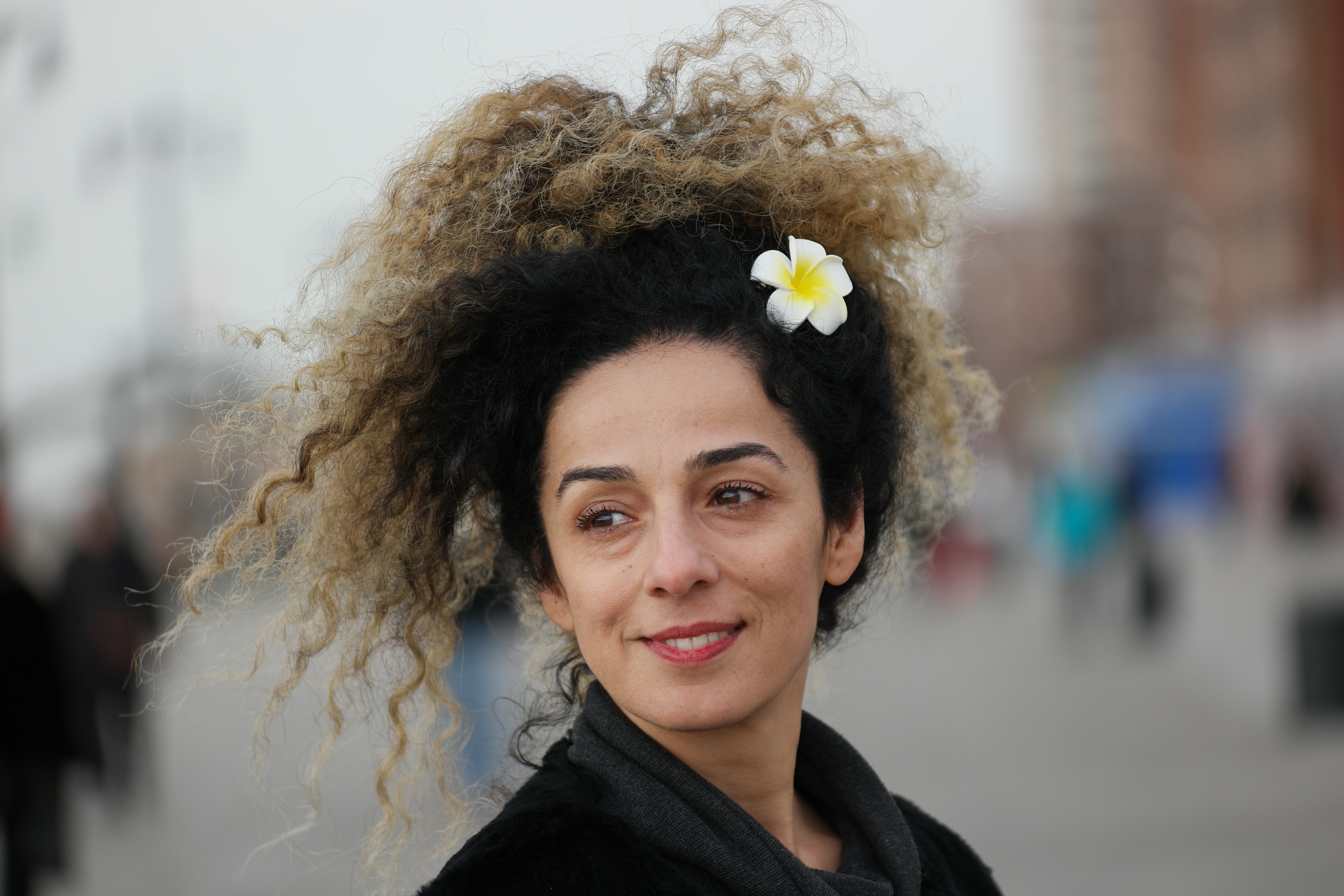
تصویری از مسیح علی‌نژاد

مدیریت این صفحه در تاریخ ۳ مه ۲۰۱۴ میلادی (۱۳ اردیبهشت ۱۳۹۳ شمسی) به دست مسیح علی‌نژاد است. او دلیل راه‌اندازی این صفحه را نداشتن اجازه برای پوشیدن لباس آن طور که خود دوست دارد عنوان کرده‌است. به گفته او، واژه یواشکی در نام این صفحه به خاطر آن است که وی حق خود را از آزادی «یواشکی» می‌گرفت. ایدهٔ چنین چیزی هنگامی به فکر او آمد که عکسی از خود در حال رانندگی بدون روسری منتشر کرد و از دیگران خواست «اگر از این آزادی‌های یواشکی‌تان عکس دارید بفرستید».

## دیگر اعتراض‌ها به حجاب اجباری

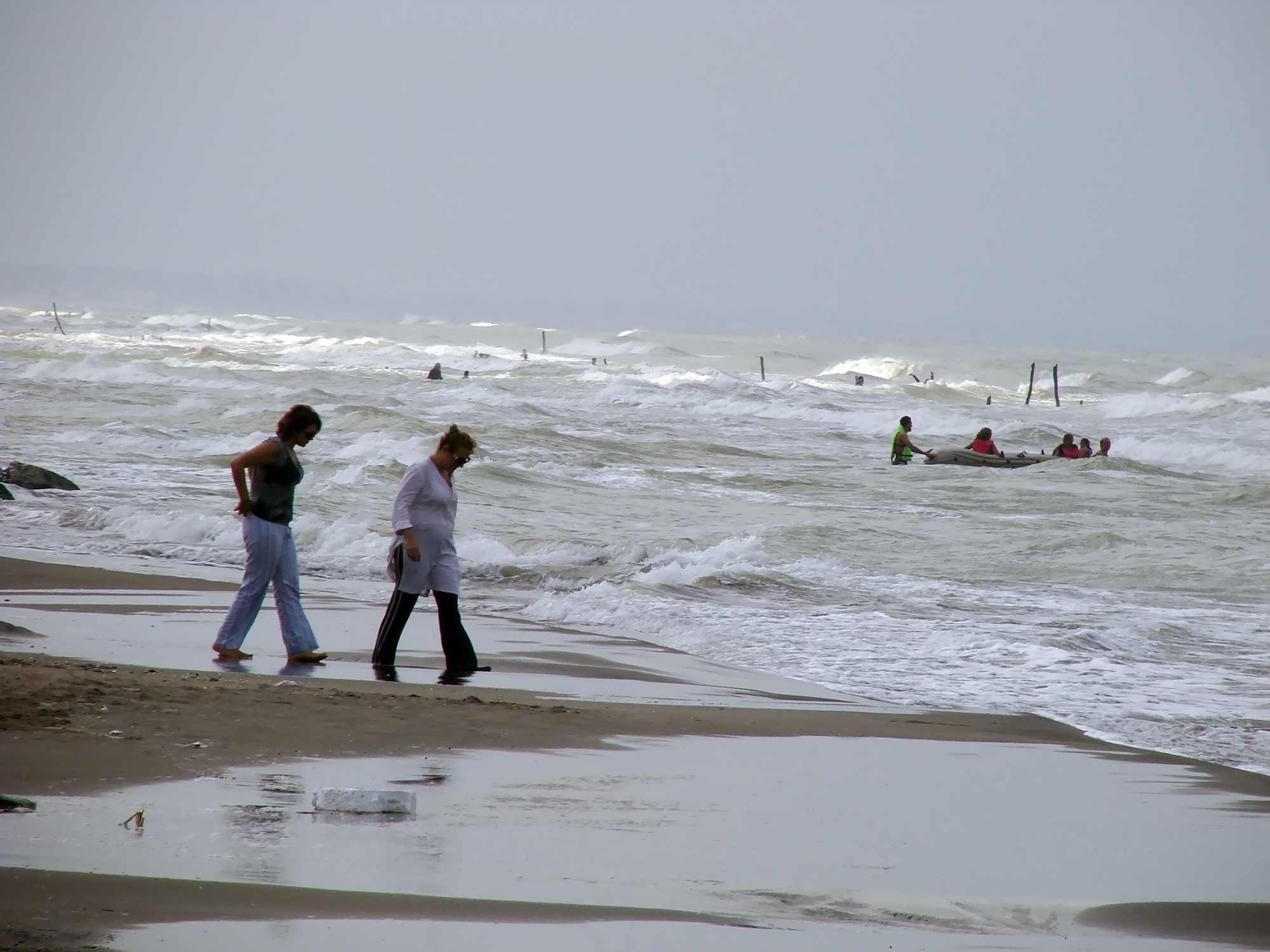
عدم توجه به قوانین مربوط به حجاب در ایران و حضور بدون حجاب زنان در ساحل دریای خزر

اولین اعتراض به حجاب اجباری در شبکه‌های اجتماعی توسط گروه دانشجویان و دانش‌آموختگان لیبرال ایران در سال ۲۰۱۲–۲۰۱۳ مطرح شد. این گروه کمپین «نه به حجاب اجباری» را در اعتراض به حجاب اجباری در ایران به راه انداخته‌است. . در این کمپین تعدادی از فعالان سیاسی، اجتماعی، دانشجویی، روزنامه‌نگاران و مدافعان حقوق بشر از جمله محسن کدیور، اسماعیل خویی، سبا خویی، شاهین نجفی، سعید قاسمی نژاد، شهیار قنبری، مهرانگیز کار و مسیح علی‌نژاد شرکت کرده‌اند. تعداد اعضای صفحه فیسبوک این کمپین بیش از ۶۹۰۰۰ نفر است. در سال ۲۰۱۳ این کمپین توانست در مسابقه بین‌المللی Bobs دویچوله در بخش بهترین فعال اجتماعی رتبه اول بخش آرای عمومی را کسب کند. مسابقهٔ بین‌المللی Bobs دویچه وله به صورت سالانه برگزار می‌شود و در آن وبلاگ‌ها و پروژه‌های ممتازی در چهارده زبان برگزیده می‌شوند که سهم چشم‌گیری در آزادی بیان و عقیده و همچنین ارتقاء و غنا بخشیدن به بحث‌ها در این زمینه در اینترنت داشته‌اند.

## واکنش‌ها
راه‌اندازی و فعالیت در این صفحه با واکنش نهادهای حکومتی در ایران نیز مواجه شده‌است.
کاظم صدیقی، امام جمعه موقت تهران یکی از نخستین افرادی بود که به صورت رسمی نسبت به این صفحه واکنش نشان داده بود. او در بخشی از خطبه‌های نماز جمعه گفته بود: «گاهی در برخی از نقاط شهرها، روسری‌ها برداشته می‌شود و بی‌حجابی کامل دیده می‌شود. انواع بی‌حجابی از طریق ماهواره و اینترنت به خانه‌ها راه پیدا کرده‌است».
عکس‌العمل صدا و سیمای جمهوری اسلامی نیز به این صورت بود که در یک گزارش تلویزیونی ادعا کرد که مسیح علی‌نژاد در خیابانهای لندن و در حالی که قرصهای روانگردان مصرف کرده بود، در مقابل چشمان پسرش مورد تجاوز سه مرد قرار گرفته‌است. در واکنش به پخش این گزارش مسیح علی‌نژاد نیز ویدئویی از خودش در حالی که در یکی از ایستگاه‌های لندن در حال خواندن آواز بود را منتشر و اعلام کرد که این ویدئو در پاسخ به گزارش دروغین تلویزیون ایران است.
وحید یامین‌پور مجری صدا و سیمای جمهوری اسلامی نیز در واکنش به صفحهٔ فیسبوک آزادیهای یواشکی در صفحهٔ گوگل پلاس و فیس‌بوک خود مسیح علی‌نژاد را به فاحشه‌گری متهم و از وی به‌عنوان روسپی یاد کرد. در همین رابطه گیتی پورفاضل، وکیل دادگستری که وکالت مسیح علی‌نژاد را بر عهده گرفته‌است اعلام کرد که شکایت خود از صدا و سیما و نیز از وحید یامین‌پور را در دادسرا به ثبت رسانده‌است. پورفاضل همچنین اعلام کرد که دادسرای رسانه شکایت مسیح علی‌نژاد علیه وحید یامین‌پور را رسیدگی نمی‌کند و این موضوع تعجب ما را برانگیخته است.

### نظر رهبری در مورد زنان مخالف حجاب اجباری
سید علی خامنه‌ای در سخنانی زنان بدون حجاب اجباری ، را «دختران خودمان » و «فریب خورده نقشه های غرب » خواند.